# Metrostation Kŏnsŏl
Die Metrostation Kŏnsŏl (건설 bzw. Aufbau) ist ein U-Bahnhof der Metro Pjöngjang im Pjöngjanger Bezirk Pot’onggang-guyŏk, Dong Taebo-dong. Sie wird von der Hyŏksin-Linie bedient und wurde am 9. September 1978 für den Verkehr freigegeben. Im U-Bahnhof befinden sich zwei Wandgemälde mit den Namen „Bau eines Hochofens“ und „Erbauer der Hauptstadt“.
Gegenüber der Station liegt das Ryugyŏng Hot’el, das sich seit 1987 bzw. seit 2008 im Bau befindet.